# Ludwig Nastansky
Ludwig Nastansky (* 27. Oktober 1941 in Wernigerode) ist ein deutscher Wirtschaftsinformatiker, der in den Fachgebieten Informationsmanagement und Office Management arbeitet. Nastansky hatte von 1991 bis zu seiner Emeritierung im Jahr 2009 einen Lehrstuhl für Wirtschaftsinformatik an der Universität Paderborn inne, wo er das Groupware Competence Center leitete.

## Leben
Nastansky promovierte 1971 über „Strukturanalyse und Optimierung gemischt-ganzzahliger linearer Optimierungsprobleme auf gruppentheoretischer Grundlage“ bei Herbert Hax an der Universität des Saarlandes in Saarbrücken.
Von 1974 bis 1985 war Nastansky Professor für Betriebswirtschaftslehre, Wirtschaftsinformatik und Operations Research an der Universität Paderborn. Zuvor war er bereits von 1971 bis 1972 Professeur invité der Université de Montréal und anschließend Assistenzprofessor an der Universität des Saarlandes. Von 1985 bis 1991 war er Ordinarius für Wirtschaftsinformatik an der Hochschule St. Gallen.
In der Forschung beschäftigte sich Nastansky insbesondere mit Workgroup Computing und Groupware, Office und Messaging Systemen, Workflowmanagement, Projektmanagement, Internet- und Intranet-Applikationen.
Nastansky gründete 1990 die Pavosoft Information Management GmbH, die 1992 von der Lotus Development Corporation übernommen wurde. 1994 gründete er die Pavone Informationssysteme GmbH (Paderborn). Seit der Umwandlung der Rechtsform in eine AG ist Nastansky Aufsichtsratsvorsitzender der PAVONE AG.
Von 1993 bis 1997 war er Mitglied des Aufsichtsrates der Peacock Computer AG in Bad Wünnenberg.

## Hauptwerke
- Ludwig Nastansky (Hrsg.): Workgroup computing: Computergestützte Teamarbeit (CSCW) in der Praxis, neue Entwicklungen und Trends. Hamburg: S und W, Steuer- und Wirtschaftsverlag, 1993, ISBN 3-540-23015-7.
- Joachim Fischer; Wilhelm Dangelmaier; Ludwig Nastansky; Leena Suhl: Bausteine der Wirtschaftsinformatik: Grundlagen und Anwendungen. 4. Auflage. Berlin: Erich Schmidt, 2008, ISBN 3-503-10639-1.